# Nagy Ferenc (kertész)
Ürögdi Nagy Ferenc (Sajószentandrás, Doboka megye, 1804. március 8. – Kolozsvár, 1876. február 22.) református lelkész, főiskolai tanár, kertész, borász, újságíró. Nagy Miklósnak, a Vasárnapi Ujság című hetilap szerkesztőjének apja.

## Élete
Nagy Sándor gazdatiszt, kinek családja Bihar megyéből szakadt át Erdélybe, és Debreczeni Borbála fia. Iskoláit Marosvásárhelyt fejezte be a teológiával s joggal együtt. 1825-től 1827-ig gróf Lázár Dénes és Móricz mellett nevelősködött. 1828-ban a szokásos szigorlatot mind a három erdélyi református főiskolánál letette. 1829-30-ban külföldi egyetemen volt. 1831-től 1834-ig lelkész volt az ótordai egyházban; 1834-35-ig bölcseletet tanított a zilahi líceumban. 1836. február 12-én lett a kolozsvári főiskolánál bölcseleti tanár, mely állásában a tanvezetőséget hét évig, az igazgatóságot háromig viselte. 1854-től 1862-ig az Enyedről Kolozsvárra áttett teológiai fakultásnak volt egyik tanára a bölcseleti szakban, s midőn ez Enyedre visszaköltözött, ő kolozsvári tanár maradt. 1872-ben saját kérelmére nyugalmazták. Mint tanár, úgyszintén az irodalmi és társadalmi téren sikerrel működött. Az erdélyi gazdasági egyesület (1844-ben alakult) és a mérsékleti egyesület alapítása nagy részben az ő fáradozásának volt eredménye. Mint a gazdasági egylet bizottsági tagja rendezte az egyesületi gyümölcs-, szőlő-, bor-, termény-, állatkiállításokat és versenyeket, amelyeket az egyesület, kivált kezdetben, minden évben, nemcsak helyt Kolozsvárt, hanem Erdély más nevezetesebb városaiban és néha egy-egy évben több helyen is tartott; közreműködött egy egyesületi központi borcsarnok létesítésében és az egyesület által rendelt szőlőszeti s borászati szemleutazásokban. Az erdélyi gazdák vándorgyűléseinek létrejötte, azoknak évről évre gyarapodása, több vidéki gazdasági egyesület megalakulása szintén neki köszönhető. Mint pomológus és borász országos hírben állott. Az arany érdemkereszt tulajdonosa, az erdélyi gazdasági egyesületnek 1854. február 24-től 1860 április végéig buzgó titkára, majd választmányi tagja és kertészeti szakosztályának elnöke, a torda-aranyosi gazdasági egyesületnek is, melyet ő alapított, elnöke, a nemzetközi ampelográfiai bizottság tagja volt. Ő alapította az erdélyi gazdasági egyesület nagy gyümölcs- és szőlőiskoláját. Folytonos összeköttetést tartott fenn a külföldi német, francia s belgiumi egyletekkel és az eredeti erdélyi gyümölcsfajokat a külfölddel is megismertette. Elhunyt 1876. február 22-én Kolozsvárt, végkívánsága szerint Tordán szőlőskertjében temették el február 25-én. (Fia Nagy Miklós, a Vasárnapi Ujság szerkesztője; leánya, Ilona, Szász Domokos erdélyi református püspök neje).
Buzgó munkatársa volt a Méhes Sámuel által szerkesztett Erdélyi Híradónak és melléklapjának a Nemzeti Társalkodónak, melynek több évig tényleges szerkesztője is volt; a Brassai által szerkesztett Vasárnapi Ujságnak; az 1850-es években a kolozsvári hirlapoknak és ezek mellett különösen kitünt erdélyi helyrajzi s honismertető dolgozataival.

## Írásai
Cikkei a Kolozsvári Hetilapban (1852. Gyümölcsfatenyésztés, Felhivás a gyümölcskiállításra Kolozsvárt, 1854. Az erdélyi gazdasági egylet jegyzőkönyvéből); az Erdélyi gazd. egylet Havi Füzeteiben (1856-57. Nagy-Enyeden, a helyi és vidéki gazdasági állapotok s fejlődések megvizsgálása); a Gazdasági Lapokban (1860. Erdélyország borvidékeinek megtekintésére kiküldött bizottmány jelentése, 1867-68. A debreczeni és az erdélyi gazdasági egyesület, 1871. Erdély borászatáról, 1874. A szőlő pusztulása Erdélyben); a Falusi Gazdában (1863. Almák, Körtvék, 1864. Egy szó a szőlőrügygyel való szaporításhoz, Karikás vagy tőkés mívelés? ábrákkal, Beyruthi dinnye, rajzzal, Gazdasági tudósítások Erdélyből, Erdély ős gyümölcsei, 1865. Gyümölcsészetünk érdekében, Gyümölcsészeti küzdelmek Erdélyben, Havasi vadoncz, Muntinescu alma, ábrával, 1865. Marosszék gyümölcsei, Mádai kormos, ábr., Jeges tányér-alma, ábr., 1866. Gyümölcsészet, 1867. Figyelmeztetés a bortermelő közönséghez, 1871. «Transylvania» körte, Erdély borászata, melyből mi is tanulhatunk): az Erdélyi Gazdasági Egyesület Évlapjaiban (1861. Erdélyi ős gyümölcsfajok ismertetése), a Borászati Füzetekben (1870. Egy szőlőtelep a keresztesmezőn, 1871. Mi a legjobb szőlőkötöző?, 1872. Az Erdélybe behozott külföldi szőlőfajok és a szőlők különböző nevelési módjai érdekében, 1873. A fagy rombolásairól a torda-aranyosi szőlőhegyekben, 1872-73. Az 1871. és 72. borév Erdélyben); az Egyesületi Közleményekben (1871. Erdély borászatáról); az Erdélyi Gazdában (1869. Kiss József gyümölcsöse Csáklyán, Erdély dinnyetermesztése, Szőlőszeti levél, a fagy hatása, Borászati levél, dr. Entzék körutja az Aranyos- és Közép-Maros borvidékein, 1870. Gazdasági tudósítás Tordáról, Egy szőlőtelep a Keresztesmezőn, 1871. A «Transylvania» és Gregoire, Marosvásárhelyi vándorgyűlés és tárlat, Okszerű szüret, az idei szüret eredményei, 1872. Az idei borév Erdélyben. 1873. Felhívás Erdély bortermelőihez, Gyümölcsiparunk multja, jelene és jövője, ugyanez 1874-ben a Gazdasági Lapokban. 1874. Egy borizlelési estély Pagetnél, Beszéde a Torda-aranyosi gazdasági egylet közgyülésén, A szőlő megpusztulása Erdélyben); sat. Egyházi beszédei vannak az Erdélyi Prédikátori Tárban (Kolozsvár, 1836. III.) és az Erdélyi prot. Egyházi Beszédek Tárában (Kolozsvár, 1847). a Keletben (1876. 182., 183. sz. Egy bukaresti hazánkfiához intézett közérdekű levele 1867. márc. 13.).

## Munkái
- Az elválás öröme és fájdalma. Egyházi beszéd, melyet az ó-tordai egyházi megyétől elbucsúzása alkalmával 1834. elmondott. Kolozsvár, 1837. (Egyházi beszédek gyűjteménye).
- Statisztikai adatok Európa országainak jelen állásáról táblákban. A legjobb kutfők után. Kolozsvár, 1842.
- Pálinka veszély és a mérsékleti egyletek. Egy szó a maga idejében, ismertetésül s buzdításul a valódi honbarátoknak. Kolozsvár, 1843.
- A keresztény templom bel- és kül-ékességei. Egyházi szónoklat. Kolozsvár, 1847.
- Értesítés és még valami a Kolozsvárt 1852. decz. napjaiban tartott gyümölcs-kiállításról. Kiadta… a kiállítás rendezője. Kolozsvár, 1853.
- Könyörgés és elmélkedés Méhes Sámuel áldott emlékezetére. Kolozsvár, (1852).
- Mit termeszszen a Torda-Aranyosi borvidék szőllésze, hogy szőllőiparával jólétre jusson? Tiz aranynyal jutalmazott pályamű. Kolozsvár, 1875.

Szerkesztette a Mentor című erdélyi népkönyv két kötetét 1842-43-ban Kolozsvárt. (Ism. Regélő Pesti Divatlap 1843. II. 34-36. sz.); az erdélyi gazdasági egyesület által kiadott Naptárt több évig, az egyesület Évlapjait 1854-56-ig.
Kiadta Csernátoni Beke Sámuel vasárnapi beszédeit. Kolozsvár, 1840. Két füzet.